# Џаи Хинд
Џаи Хинд (хинд. जय हिन्द) је поздрав и слоган који значи „победа Индији“ или „живела Индија“. Скован је и коришћен током борбе покрета за слободу Индије за независност од британског раџа, настао је као национални поздрав под Џавахарлалом Нехруом, и борбени поклич који је коришћен од стране припадника Индијске војске и током политичких говора.

## Етимологија и номенклатура
Реч „џаи“ потиче од џаја (санскрит), што значи „тријумф, победа, живели, браво, радујмо се“. Реч џаја се појављује у ведској литератури, на пример у Атхарваведи 8.50.8 и у пост-ведској литератури као што је Махабхарата.

## Историја
По неким наводима, блиски сарадник Субхаса Чандре Босеа, Чемпакараман Пилаи, је сковао поздрав „џаи Хинд“ 1907, док је према другим наводима аутор Заин-ул Абидин Хасан из Хајдерабада, који је у Немачкој студирао за инжењера и тамо упознао и сарађивао са Субхасом Чандром Босеом. Према говору Индире Ганди поводом Дана независности Индије 1968, Босе је дао „џаи Хинд“ слоган Индијцима, а њен отац Џавахарлал Нехру је пронео „џаи Хинд“ у сваки кутак Индије, учинивши га симболом јединства и снаге нације.
Према Сумантри Босеу, израз је лишен било каквог религиозног значења. Постао је популаран као слоган и поздрав међу припадницима Индијске народне армије коју су организовали Субхас Чандра Босе и његове колеге, посебно између 1943–45. Након стицања независности, овај поклич је постао национални слоган, и често га политчке вође и премијери попут Џавахарлала Нехруа, Индире Ганди,, Раџива Гандија, Нарасиме Раоа и других користе за поздрављање народа. Индира Ганди је завршавала своје политичке говоре три пута узвикивавши „џаи Хинд“. Од средине 1990-их, овај израз је почео да се користи као поздрав међу припадницима Индијске војске.
- Премијер Индије, др Манмохан Синг узвикује Џаи Хинд приликом обележавања 64. годишњице независности Индије, са зидина Црвене тврђаве, Делхи
- Књига „Џаи Хинд“ писца Рамчандре Морешвара Каркареа
- Прва поштанска марка независне Индије.
- Индијска комеморативна поштанска марка „Џаи Хинд“